# Sericoptera intacta
Sericoptera intacta är en fjärilsart som beskrevs av Thierry-mieg 1915. Sericoptera intacta ingår i släktet Sericoptera och familjen mätare. Inga underarter finns listade i Catalogue of Life.